# Jozef Wagner (football)
Pour les articles homonymes, voir Jozef Wagner et Wagner.
Jozef Jos Wagner est un footballeur belge né le 2 décembre 1914 à Anvers (Belgique) et mort le 8 janvier 2007.

## Biographie
Jos Wagner débute au Niel SK et rejoint le Royal Antwerp FC à 23 ans. Le 8 août 1937, il joue son premier match avec le Great Old, lors d'une rencontre amicale en France, contre le Racing Club de Roubaix (victoire 5 à 1).
Il est sacré meilleur buteur du Championnat de Belgique en 1939 avec 31 buts. Mais à cause du conflit mondial, la carrière de l'attaquant est interrompue. Puis, Jos Wagner ne peut renouveler cette performance. Il marque en tout 72 buts en 98 matches de championnat de Division 1.
De 1943 à 1950, il joue à l'Union Royale Namur, club évoluant en Division 2.

## Palmarès
- Meilleur buteur du Championnat de Belgique en 1939  (31 buts)